# Katja Koren
Katja Koren (Maribor, Yugoslavia, 6 de agosto de 1975) es una política y deportista eslovena que compitió en esquí alpino.

## Trayectoria
Participó en los Juegos Olímpicos de Lillehammer 1994, obteniendo una medalla de bronce en la prueba de eslalon.
En la Copa del Mundo consiguió una victoria y cinco podios en total.
En 2019 fue admitida en el Salón de la Fama de los Héroes Deportivos Eslovenos. En 2025 recibió el Premio Bloudek retroactivamente por su carrera.
Después de retirarse de la competición, inició su carrera política, siendo elegida miembro del Parlamento Esloveno por el Partido Demócrata Esloveno.

## Palmarés internacional
| Juegos Olímpicos | Juegos Olímpicos      | Juegos Olímpicos  | Juegos Olímpicos |
| Año              | Lugar                 | Medalla           | Prueba           |
| ---------------- | --------------------- | ----------------- | ---------------- |
| 1994             | Lillehammer (Noruega) | Medalla de bronce | Eslalon          |